# Sant Antoni de Sorre
Santa Antoni de Sorre fou una ermita del poble de Sorre, en el terme municipal de Sort, a la comarca del Pallars Sobirà. Pertanyia a l'antic municipi d'Altron.
Està situada uns a l'extrem sud-oest del poble de Sorre.
Actualment és en ruïnes.